# Postcards from the End of the World
Postcards from the End of the World è il secondo album in studio del gruppo musicale Shining Black, pubblicato nel 2022 dalla Frontiers Music Srl.

## Tracce
1. Postcards from the End of the World
2. Higher Than the World
3. We Are Death Angels
4. Summer Solstice Under Delphi's Sky
5. Like Leaves in November
6. A Hundred Thousand Shades of Black
7. Faded Pictures of Me
8. Mirror of Time
9. Fear and Loathing
10. Time Heals, They Say

## Formazione
- Mark Boals - voce
- Olaf Thorsen - chitarra
- Oleg Smirnoff - tastiere
- Nick Mazzuconi - basso
- Matt Peruzzi - batteria